# نظریه اوربیتال مولکولی

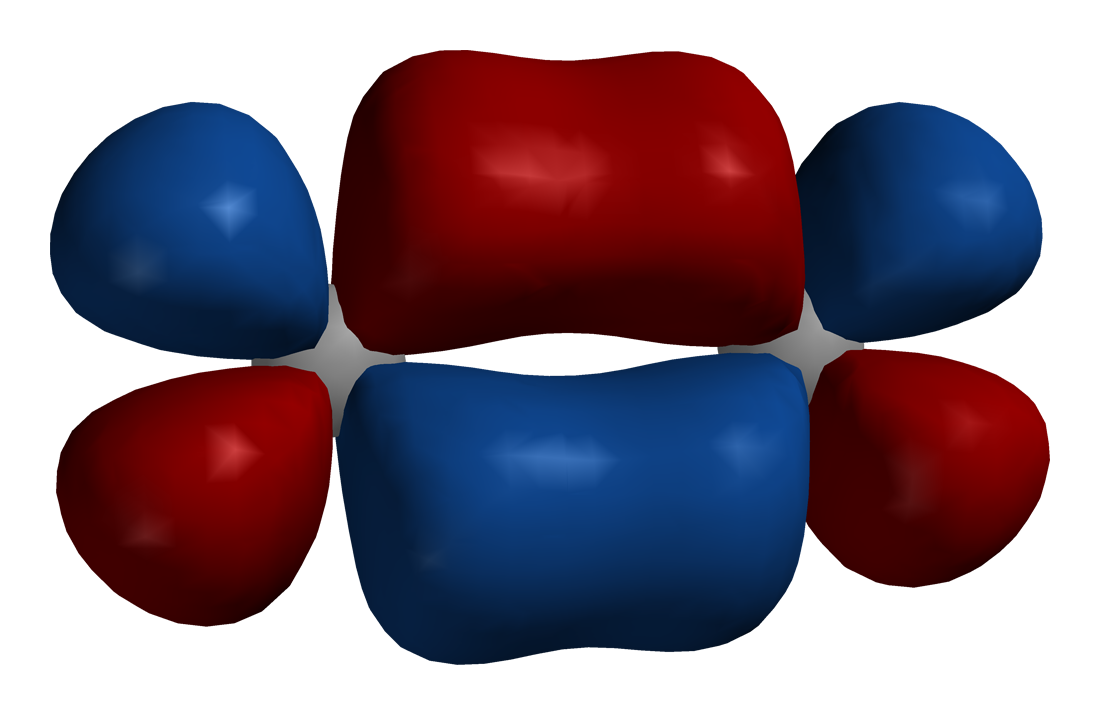
یک مدل کامپیوتری از پیوند پی ناشی از همپوشانی بین دو اوربیتال d

تئوری اوربیتال مولکولی (به انگلیسی: Molecular orbital theory یا MO theory) روشی برای مشخص‌کردن ساختار مولکولی است که در آن الکترون وابسته به یک پیوند خاص در نظر گرفته نمی‌شود، بلکه تمامی الکترونها به صورت مجموعه‌ای در تمامی مولکول در نظر گرفته می‌شود که در اثر گنش با هسته‌های اتم‌ها، در سرتاسر مولکول در حرکتند. در این تئوری، اوربیتال‌های مولکولی از اوربیتال‌های اتمی ساخته می‌شوند و تابع موج اوربیتال مولکولی ψf به صورت سری زیر از جمع اوربیتال‌های اتمی χi نوشته می‌شود:
{\displaystyle \psi _{j}=\sum _{i=1}^{n}c_{ij}\chi _{i}}
که در آن ضریب‌های cij نشانگر وزن هر اوربیتال اتمی، در اوربیتال مولکولی‌ست و مقدارشان با جایگذاری رابطه بالا در معادله شرودینگر و بکاربردن اصل دگرگونی بدست می‌آید (ببینید:روش هوکل). این روش ترکیب خطی اوربیتال‌های اتمی نام دارد. تئوری اوربیتال مولکولی را می‌توان تئوری‌ای در مقابل تئوری پیوند ظرفیت دانست.
در این تئوری، ترکیب خطی اوربیتال‌های اتمی برای ساخته‌شدن اوربیتال‌های مولکولی بکارگرفته می‌شود و اوربیتالهای ساخته‌شده در سه گونه اوربیتال‌های پیوندی، پادپیوندی و ناپیوندی دسته‌بندی می‌شوند. هنگامیکه احتمال یافته‌شدن الکترون در فضای بین دو هسته بیشتر از جاهای دیگر باشد، اوربیتال پیوندی‌ست، هنگامی که این احتمال در جاهای دیگر بیشتر از فضای بین دو هسته باشد، اوربیتال پادپیوندی‌ست، و هنگامیکه الکترون در اوربیتال‌های ژرف نزدیک به یک هسته باشد، تحت تأثیر آن هسته خواهد بود و اوربیتال ناپیوندی خواهد بود.